# 9 to 5 (Dolly Parton)
"9 to 5" is een nummer van de Amerikaanse zangeres Dolly Parton. Het nummer verscheen als titelsong van de gelijknamige film en op haar album 9 to 5 and Odd Jobs uit 1980. Op 29 november van dat jaar werd het nummer uitgebracht als de eerste single van het album.

## Achtergrond
"9 to 5" werd door Parton specifiek geschreven voor de gelijknamige film, waarin zij haar filmdebuut maakte. De titel van zowel het nummer als de film is afkomstig van een organisatie die zich inzet voor de behandeling van vrouwen tijdens het werk. Het is een van de weinige hits in de Verenigde Staten waarop het geluid van een schrijfmachine te horen is. Enkele maanden voor dit nummer bracht Sheena Easton een ander nummer met de titel "9 to 5" uit in het Verenigd Koninkrijk. Toen het een jaar later in de Verenigde Staten werd uitgebracht, werd de titel veranderd naar "Morning Train (Nine to Five)" om verwarring te voorkomen.
"9 to 5" bereikte in januari 1981 in thuisland de Verenigde Staten de nummer 1-positie in de Amerikaanse countrylijsten en stond een maand later ook op de eerste plaats in zowel de Adult Contemporary-lijst als de Billboard Hot 100. Hiermee was het haar eerste nummer 1-hit in de laatste lijst. Tevens was de single de vijfhonderdste nummer 1-hit in deze lijst. Parton was hiermee tevens de tweede vrouw die tegelijk de Billboard Hot 100 als de Amerikaanse countrylijsten aanvoerde met hetzelfde nummer, nadat Jeannie Riley dit in 1968 presteerde met haar single "Harper Valley P.T.A.". Ook in Canada werd het een nummer-1 hit, alhoewel de plaat in het Verenigd Koninkrijk niet verder kwam dan een 47e positie in de UK Singles Chart. In Australië, Niwuw-Zeeland en Zuid-Afrika werd de 9e positie bereikt, Oostenrijk de 5e, Zweden de 6e en in Duitsland de 46e positie. 
In Nederland werd de plaat in het voorjaar van 1981 door TROS dj Tom Mulder veel gedraaid in zijn radioprogramma's de Havermoutshow en Vijftig pop of een envelop op de befaamde TROS donderdag op Hilversum 3 en werd een grote hit in de destijds drie landelijke hitlijsten op de nationale publieke popzender. De plaat bereikte de 10e positie in de Nederlandse Top 40, de 15e positie in de Nationale Hitparade en piekte op de 9e positie in de TROS Top 50. In de Europese hitlijst op Hilversum 3, de TROS Europarade, werd de 13e positie bereikt.
In België bereikte de plaat de  
5e positie in zowel de voorloper van de Vlaamse Ultratop 50 als de Vlaamse Radio 2 Top 30. In Wallonië werd géén notering behaald.
"9 to 5" won in 1982 twee Grammy Awards in de categorieën Best Country Song en Best Country Vocal Performance, Female. Ook kreeg het nummer in 1980 een nominatie voor een Academy Award in de categorie Best Original Song, maar verloor deze van "Fame" van Irene Cara. In de videoclip speelt Parton het nummer met haar band, terwijl tussendoor beelden uit de film te zien zijn. In Nederland werd de videoclip destijds op televisie uitgezonden door de popprogramma's AVRO's Toppop en Countdown van Veronica.
De plaat is gecoverd door 2 Many DJs in een mash-up met "Eple" van Röyksopp en door Alvin and the Chipmunks in 1982. Ook kwam het voor in de film "Sing" uit 2016.
Sinds de allereerste editie in december 1999 staat de plaat regelmatig genoteerd in de jaarlijkse NPO Radio 2 Top 2000 van de Nederlandse publieke radiozender NPO Radio 2, met als hoogste notering een 710e positie in 2020.

## Hitnoteringen

### Nederlandse Top 40
| Hitnotering: 28-03-1981 t/m 30-05-1981 | Hitnotering: 28-03-1981 t/m 30-05-1981 | Hitnotering: 28-03-1981 t/m 30-05-1981 | Hitnotering: 28-03-1981 t/m 30-05-1981 | Hitnotering: 28-03-1981 t/m 30-05-1981 | Hitnotering: 28-03-1981 t/m 30-05-1981 | Hitnotering: 28-03-1981 t/m 30-05-1981 | Hitnotering: 28-03-1981 t/m 30-05-1981 | Hitnotering: 28-03-1981 t/m 30-05-1981 | Hitnotering: 28-03-1981 t/m 30-05-1981 | Hitnotering: 28-03-1981 t/m 30-05-1981 | Hitnotering: 28-03-1981 t/m 30-05-1981 |
| Week                                   | 1                                      | 2                                      | 3                                      | 4                                      | 5                                      | 6                                      | 7                                      | 8                                      | 9                                      | 10                                     |                                        |
| -------------------------------------- | -------------------------------------- | -------------------------------------- | -------------------------------------- | -------------------------------------- | -------------------------------------- | -------------------------------------- | -------------------------------------- | -------------------------------------- | -------------------------------------- | -------------------------------------- | -------------------------------------- |
| Positie                                | 37                                     | 31                                     | 21                                     | 16                                     | 13                                     | 10                                     | 10                                     | 14                                     | 22                                     | 37                                     | uit                                    |

### Nationale Hitparade
| Hitnotering: 28-03-1981 t/m 06-06-1981 | Hitnotering: 28-03-1981 t/m 06-06-1981 | Hitnotering: 28-03-1981 t/m 06-06-1981 | Hitnotering: 28-03-1981 t/m 06-06-1981 | Hitnotering: 28-03-1981 t/m 06-06-1981 | Hitnotering: 28-03-1981 t/m 06-06-1981 | Hitnotering: 28-03-1981 t/m 06-06-1981 | Hitnotering: 28-03-1981 t/m 06-06-1981 | Hitnotering: 28-03-1981 t/m 06-06-1981 | Hitnotering: 28-03-1981 t/m 06-06-1981 | Hitnotering: 28-03-1981 t/m 06-06-1981 | Hitnotering: 28-03-1981 t/m 06-06-1981 | Hitnotering: 28-03-1981 t/m 06-06-1981 |
| Week                                   | 1                                      | 2                                      | 3                                      | 4                                      | 5                                      | 6                                      | 7                                      | 8                                      | 9                                      | 10                                     | 11                                     |                                        |
| -------------------------------------- | -------------------------------------- | -------------------------------------- | -------------------------------------- | -------------------------------------- | -------------------------------------- | -------------------------------------- | -------------------------------------- | -------------------------------------- | -------------------------------------- | -------------------------------------- | -------------------------------------- | -------------------------------------- |
| Positie                                | 37                                     | 30                                     | 16                                     | 23                                     | 19                                     | 18                                     | 22                                     | 15                                     | 23                                     | 31                                     | 48                                     | uit                                    |

### TROS Top 50
Hitnotering: 30-04-1981 t/m 28-05-1981. Hoogste notering: #9 (1 week).

### TROS Europarade
Hitnotering: 26-04-1981 t/m 24-05-1981. Hoogste notering: #13 (1 week).

### NPO Radio 2 Top 2000
| Nummer met noteringen in de NPO Radio 2 Top 2000 | '99  | '00 | '01  | '02  | '03  | '04  | '05  | '06  | '07  | '08  | '09-'11 | '12  | '13-'17 | '18  | '19 | '20 | '21 | '22 | '23 | '24 |
| ------------------------------------------------ | ---- | --- | ---- | ---- | ---- | ---- | ---- | ---- | ---- | ---- | ------- | ---- | ------- | ---- | --- | --- | --- | --- | --- | --- |
| 9 to 5                                           | 1512 | -   | 1456 | 1971 | 1718 | 1641 | 1947 | 1995 | 1944 | 1777 | -       | 1611 | -       | 1241 | 913 | 710 | 877 | 848 | 761 | 791 |

1. ↑  Een '-' betekent dat het nummer niet was genoteerd en een vetgedrukt getal geeft de hoogste notering aan.

### JOE FM Hitarchief 2000
| 2009 | 2010 | 2011 | 2012 | 2013 | 2014 | 2015 | 2016 | 2017 | 2018 | 2019 | 2020 | 2021 |
| ---- | ---- | ---- | ---- | ---- | ---- | ---- | ---- | ---- | ---- | ---- | ---- | ---- |
| 177  | 185  | 181  | 222  | 260  | 462  | 533  | 484  | 468  | 464  | 648  | 724  | 852  |